# هيساشي وجوغو
هيساشي وجوغو (باليابانية: 城後 寿) (16 أبريل 1986 في كورومي في اليابان – )؛ هو لاعب كرة قدم ياباني سابق كان يلعب كمهاجم.

## وصلات خارجية
- هيساشي وجوغو على موقع رابطة كرة القدم اليابانية للمحترفين (اليابانية)
- هيساشي وجوغو على موقع قاعدة بيانات كرة القدم.إي يو (الإنجليزية)
- هيساشي وجوغو على موقع Soccerway.com (الإنجليزية)
- هيساشي وجوغو على موقع عالم كرة القدم.نت (الإنجليزية)
- هيساشي وجوغو على موقع كووورة